# Kazimierz Pomorski
Kazimierz Pomorski est une localité polonaise de la gmina rurale de Będzino, située dans le powiat de Koszalin en voïvodie de Poméranie-Occidentale. Elle se situe à environ 13 km à l'ouest de la ville de Koszalin et 128 km au nord-est de la capitale régionale Szczecin.

## Géographie

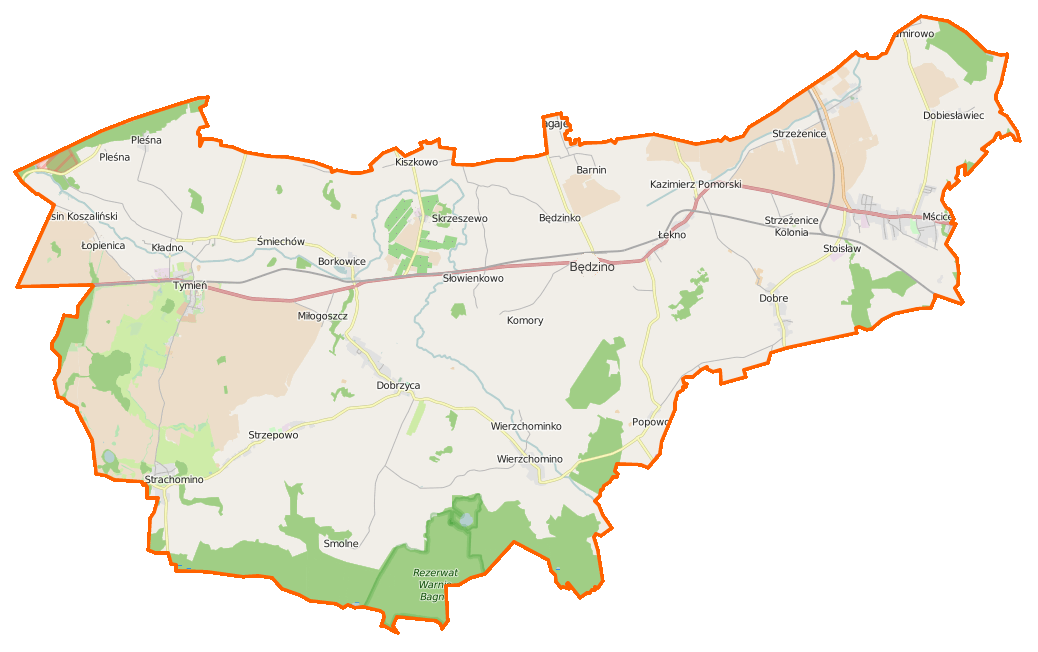
Carte de la gmina de Będzino.

## Histoire
De 1724 à 1945, Kasimirsburg fait partie de l'arrondissement de la principauté (de) puis à partir de 1872 de l'arrondissement de Köslin (de) dans le district de Köslin au sein de la province de Poméranie.